# Haute Volée-Polka
Haute Volée-Polka, op. 155, är en polka av Johann Strauss den yngre. Den framfördes första gången den 17 augusti 1854 i Volksgarten i Wien.

## Historia
Haute-volée (franska, hög flykt) är den förnämsta societeten inom ett samhälle. Haute-volée i Wien var inte bundna  till de klassiska, sociala klasserna som adel, borgare eller arbetare. De kunde teoretiskt sett tillhöra var och en av dessa klasser. Utmärkande för denna grupp var moderiktiga kläder, gott uppförande, deltagande i sociala evenemang samt röra sig i de rätta kretsarna. Det handlade varken om ursprung eller pengar; den som uppförde sig enligt kriterierna kunde själv hävda delaktighet i gruppen (eller kunde åtminstone påstå att hen tillhörde gruppen). Idag skulle de nog benämnas "Det vackra folket" eller "Innemänniskor". Johann Strauss den äldre komponerade 1842 en Haute-volée-Quadrille (op. 142) för att behaga sin publik i Volksgarten. 
Tolv år senare upprepade sonen sin fars taktik och den 17 augusti 1854 framförde han sin Haute Volée-Polka vid en sommarkonsert i Volksgarten. Kanske ville även Johann Strauss den yngre övertyga sin publik att också han var en del av gruppen Haute Volée. 

## Om polkan
Speltiden är ca 3 minuter och 21 sekunder plus minus några sekunder beroende på dirigentens musikaliska tolkning.